# Anders Olsson
Anders Olsson est un écrivain et un professeur de littérature suédois né le 19 juin 1949, élu membre de l'Académie suédoise le 22 février 2008.
Professeur à l'Université de Stockholm, Olsson a publié près d'une quinzaine d'ouvrages consacrés à la poésie et à l'histoire de la littérature. Sa thèse de doctorat, qui portait sur Gunnar Ekelöf, a été publiée en 1983. Le 20 décembre 2008, il succède officiellement au fauteuil no 4 de l'Académie suédoise à Lars Forssell, mort en 2007.